# Opdenhövels Countdown
Opdenhövels Countdown war eine deutsche Spielshow, die von i&u TV in den nobeo Studios Hürth in Köln produziert wurde. Die erste Ausgabe strahlte Das Erste am 12. April 2012 aus. Moderiert wurde die Sendung von Matthias Opdenhövel. Die Show wurde nicht live gesendet, sondern zuvor live on tape aufgezeichnet.

## Ursprüngliches Spielprinzip
Vier Kandidaten spielten in jeder Show um einen Gewinn von bis zu 100.000 Euro. In zehn unterschiedlichen Spielen mussten sie Grips, Geschick, körperliche Fitness und Schnelligkeit beweisen. Der gemeinsame Gegner der Spieler war die Zeit, denn in jedem Spiel gab es einen Countdown, also eine vorgegebene Maximalzeit. Es wurde zwischen Team-Spielen und K.O.-Spielen unterschieden. In den Team-Runden mussten die Kandidaten gemeinsam eine Aufgabe lösen, in den K.o.-Runden spielten sie gegeneinander und immer ein Spieler schied aus. Am Ende galt es für einen Kandidaten, den zuvor gemeinschaftlich erkämpften Jackpot zu knacken.

## Neues Spielprinzip
Vier Prominente traten in sechs Aktionsspielen sowie fünf Pultrunden gegeneinander an. Der Sieger gewann 100.000 Euro, die für einen wohltätigen Zweck gespendet wurden. Im Rahmen des 30-sekündigen Zuschauer-Countdowns forderte ein Kandidat, der über besondere Fähigkeiten verfügte, die Prominenten heraus und hatte dabei die Chance, 5.000 Euro zu gewinnen.

## Ausstrahlungen
Insgesamt wurden in der ARD vier Ausgaben von Opdenhövels Countdown ausgestrahlt. Ursprünglich sollte die Show im Herbst 2012 mit neuen Folgen fortgesetzt werden. Da der große Erfolg aber ausblieb, ging es jedoch erst im April 2013 weiter. Hierfür wurde das Konzept der Show geändert, sodass nur noch wenige Elemente des ursprünglichen Prinzips übrig blieben. Unter anderem traten nun Prominente in der Show an. In der ersten Ausgabe des neuen Konzepts waren dies Til Schweiger, Sonja Zietlow, Horst Lichter und Christine Neubauer. Zudem wurde der Sendeplatz der Show geändert. Statt ursprünglich am Donnerstag wurde sie am Samstag um 20:15 Uhr ausgestrahlt.

## Quoten
| Ausgabe    | Datum          | Zuschauer Gesamt | 14 bis 49 Jahre | Marktanteil Gesamt | 14 bis 49 Jahre |
| ---------- | -------------- | ---------------- | --------------- | ------------------ | --------------- |
| Ausgabe 01 | 12. April 2012 | 3,21 Mio.        | 0,66 Mio.       | 10,2 %             | 5,6 %           |
| Ausgabe 02 | 3. Mai 2012    | 2,64 Mio.        | 0,45 Mio.       | 8,6 %              | 3,8 %           |
| Ausgabe 03 | 24. Mai 2012   | 2,34 Mio.        | 0,36 Mio.       | 8,8 %              | 3,5 %           |
| Ausgabe 04 | 20. April 2013 | 3,95 Mio.        | 0,96 Mio.       | 13,4 %             | 8,8 %           |